# 法碧歐·畢翁迪
法碧歐·畢翁迪（Fabio Biondi），義大利小提琴家、指揮家，專於巴洛克與更早期的作品演繹。

## 生平
畢翁迪出生於西西里岛北側的城鎮巴勒莫。相較於其它音樂家，畢翁迪的起步相當晚，在11歲之前都未曾接觸小提琴，不過他的進步神速，經過一年的學習已經可以公開演奏協奏曲。16歲時，在維也納樂友協會大廳演出巴赫協奏曲，自此他的演出邀約不斷，與多個古樂團體有過合作。1990年他創建了歐洲加蘭特（Europa Galante）樂團，並親任樂團指導，專注於巴洛克音樂詮釋。
2005年起，畢翁迪擔任斯塔万格交響樂團的藝術總監。

## 作品節選

### 錄音
畢翁迪的錄音囊括了幾個早期的重要曲類如協奏曲（维瓦尔第、科雷利）與奏鳴曲（巴赫）等，以及在小提琴文獻中具代表性的義大利作曲家作品（维瓦尔第、Veracini、Locatelli、塔替尼）。另外他也灌錄了浪漫主義作曲家如舒伯特、舒曼等人的作品。
- 维瓦尔第《和聲與創意的實驗（義大利語：Il cimento dell'armonia e dell'inventione）》，Virgin Veritas（5 45465 2），2001年[註 1]

## 個人生活
畢翁迪與第二任妻子Ana de Labra育有一名子女。他的前一段婚姻則有三名子女。
其用琴包括1766年製的Carlo Ferdinando Gagliano（由巴勒莫的Salvatore Cicero基金會所出借）、1686年製的Andrea Guarneri，以及一把Desiderio Quercetani。

## 外部連結
- 法碧歐·畢翁迪的Discogs页面（英文）
- 歐洲加蘭特樂團的傳記頁面